# 나타나에우 지 소자 산투스 주니오르
나타나에우 지 소자 산투스 주니오르(포르투갈어: Natanael de Souza Santos Junior, 1985년 12월 25일 ~ )는 흔히 산토스(포르투갈어: Santos)라고 불리는 브라질의 축구 선수이다. 현재 브라질의 샤페코엔시에서 뛰고 있다. K리그시절 등록명은 산토스였다.

## 클럽 경력

### 제주 유나이티드
2010년 2월 9일 제주 유나이티드가 산투스의 영입을 발표하였다. 2010년 28경기에서 14골 5도움을 기록하며 제주 유나이티드가 리그 준우승을 차지하는데 이바지하였다.

### 우한 줘얼
2013년 2월 우한 줘얼과 3년 계약을 체결하며 중국 슈퍼리그로 적을 옮겼다. 하지만 7월 여름 이적 시장이 열리기 전까지 14경기에 출전하는 동안 1골도 기록하지 못하는 등 기대 이하의 활약을 펼치자 우한의 정리 대상에 올랐다.

### 수원 삼성 블루윙즈
2013년 7월 25일 수원 삼성 블루윙즈가 산토스의 영입을 발표하였다.
2013년 8월 11일 창원축구센터에서 열린 경남 FC와의 경기에서 후반 25분 수원으로 이적한 뒤 첫 골을 기록했다.
2014년에 35경기에 출전 14골을 기록하여 부상으로 시즌 아웃된 이동국을 제치고 득점왕에 등극하며 팀이 준우승을 차지하는 데 큰 기여를 하였다. 이로써 수원은 2001년 산드로 이후 13년 만에 득점왕을 배출하였다.
2017시즌을 끝으로 계약 기간 만료로 수원을 떠났다.

### 샤페코엔시
2018시즌을 앞두고 브라질의 샤페코엔시에 입단하였다.

## 수상 경력

### 클럽
수원 삼성 블루윙즈
- FA컵 : 우승 1회 (2016)

### 개인
- 캄페오나투 파라나엔시 득점왕: 2009
- K리그 클래식 득점왕 : 2014
- K리그 클래식 2014 베스트 11